# 낌투이
낌투이리타인(베트남어: Kim Thúy Ly Thanh, 1968년 9월 18일 ~ )은 간단히 낌투이(Kim Thúy)라는 필명으로 알려져 있는 베트남 태생의 캐나다 작가이다. 1968년에 남베트남(베트남 공화국) 사이공(현재의 베트남 호찌민시)에서 태어났다. 10세 시절에 언론에서 흔히 "보트피플"이라고 불리는 난민 행렬과 함께 베트남을 떠나 캐나다 퀘벡주에 있는 가족들과 함께 정착했다. 그 뒤 캐나다 몬트리올 대학교에서 번역과 법률을 전공했고 재봉사, 통역사, 변호사, 식당 주인으로 일해 왔다.
낌투이는 2010년에 캐나다 총독 문학상을 비롯해 많은 상을 받았으며 2018년에는 대안 노벨 문학상 최종 후보 4인 가운데 한 명으로 선정되었다. 그의 책은 전 세계에서 85만 부 이상 판매되었으며 31개 언어로 번역되어 43개 국가 및 지역에서 출판되었다. 낌투이는 몬트리올에 거주하며 글쓰기에 전념했다.

## 생애와 경력
낌투이는 10세 시절에 부모와 두 형제와 함께 베트남을 떠났고 1975년에 일어난 사이공 함락과 베트남의 공산주의 정권을 피해 해외로 망명한 100만 명 이상의 베트남 출신 보트피플 대열에 합류하게 된다. 그의 가족은 유엔난민기구에서 운영하던 말레이시아 주재 난민 캠프에 도착했는데 캐나다 정부 대표단이 프랑스어 구사 능력을 이유로 부모를 난민으로 선정하기까지 4개월을 보냈다.. 낌투이와 그의 가족들은 1979년 말에 퀘벡주 이스턴 타운십의 그랜비에 도착했고 나중에 몬트리올에 정착하게 된다.
낌투이는 1990년에 몬트리올 대학교에서 언어학 및 번역 학사 학위를 취득했으며 1993년에 같은 대학교에서 법학 학위를 취득했다. 경력 초반에는 통역사, 번역가로 일했으며 나중에 몬트리올에 본사를 둔 캐나다의 로펌인 스티크먼 엘리엇에 의해 베트남에 본사를 둔 프로젝트를 돕기 위해 영입되었다. 이러한 자격을 받은 낌투이는 베트남으로 돌아와서 캐나다 전문가 그룹의 일원으로 베트남의 공산주의 지도부에 자본주의 체제로 전환하는 시도적 단계에 대한 조언을 하게 된다. 낌투인은 같은 회사에서 근무하던 도중에 남편을 만났는데 부부는 베트남에서 임무를 수행하던 도중에 첫 아이를 낳게 된다. 두 사람의 둘째 아이는 남편의 일 때문에 태국 방콕으로 이주한 다음에 태어났다.
몬트리올로 돌아온 낌투이는 루 드 남(Ru de Nam)이라는 레스토랑을 열어 몬트리올 주민들에게 현대 베트남 요리를 소개했다. 낌투이는 5년 동안 레스토랑에서 일했고 나중에 1년 내내 창작 글쓰기에 전념하게 된다. 낌투이는 루 드 남의 과거 후원자 덕분에 첫 번째 책의 출판 계약을 체결하게 된다. 2011년에는 이탈리아 팔레르모의 지식인과 학자 공동체에서 수여하는 문학상인 몬델로상의 다문화 부문을 수상했다.
낌투이는 2015년에 캐나다의 문화 잡지인 《캐나디안 이미그랜트》(Canadian Immigrant)에서 수여하는 캐나디안 이미그랜트 상위 25개 부문 수상자 가운데 한 사람이었다. 2015년에는 퀘벡주 정부로부터 퀘벡 국가훈장 기사장을 받았다. 2017년에는 몬트리올에 위치한 콘코디아 대학교에서 명예박사 학위를 받았다.
2018년에는 스웨덴 도서관 협회에서 수여한 뉴 아카데미 문학상의 최종 후보에 올랐다. 이 상은 2018년 노벨 문학상 시상식이 스웨덴 아카데미에서 일어난 스캔들의 여파로 인하여 열리지 못하면서 스웨덴 도서관 협회가 노벨 문학상을 대신한다는 취지에서 주최한 문학상이다. 2023년에는 캐나다 정부로부터 캐나다 훈장을 받았다.

## 작품
낌투이의 데뷔 소설인 《루》(Ru)는 2010년 캐나다 총독상에서 프랑스어 소설 부문을 수상했다. 2012년에는 셰일라 피슈먼의 영어 번역판이 출간되었다. 이 소설은 2012년 스코샤 은행 질러상과 2013년 아마존 캐나다 퍼스트 소설상 후보에 올랐다. 이 소설은 2015년에 캐나다의 공영 라디오 방송인 CBC 라디오에서 주관하는 캐나다 읽기상(Canada Reads)을 수상했는데 캐나다의 영화 평론가인 캐머런 베일리가 해당 작품을 추천했다.
낌투이는 2016년에 3번째 소설인 《비》(Vi)를 출간했으며 2018년에는 셰일라 피슈먼의 영어 번역판이 출간되었다. 이 책은 2018년 스코샤 은행 질러상 최종 후보에 올랐다. 2023년에는 낌투이의 소설을 원작으로 하여 제작되었고 샤를올리베이 미셸이 감독을 맡은 캐나다의 영화 《루》(Ru)가 개봉되었다.

## 작품 목록
- 《루》 (Ru, 2009년)
- 《당신에게》 (À toi, 2011년)
- 《만》 (Mãn, 2013년)
- 《비》 (Vi, 2016년)
- 《비자폐인에게 설명된 자폐증》 (L'Autisme expliqué aux non-autistes, 2017년) - 공저자: 브리지트 아리송, 리즈 생샤를
- 《베트남 여인들의 비밀》 (Le secret des Vietnamiennes, 2017년)
- 《물고기와 새》 (Le poisson et l'oiseau, 2019년)
- 《엠》 (Em, 2020년)